# Championnat de France de rugby à XIII 2024-2025
Navigation
Édition précédente Édition suivante
Le Championnat de France de rugby à XIII 2024-2025 dite Super XIII 2024-2025 est la 87e édition de la plus importante compétition masculine de rugby à XIII en France. Le calendrier de la compétition s'étend de septembre 2024 à 2025, et se nomme officiellement « Super XIII » pour la première fois.
Organisé sous l'égide de la fédération française de rugby à XIII, le championnat est composé de onze équipes, à la suite de l'intégration de Villefranche XIII Aveyron en 2024, qui se rencontrent lors d'une phase de saison régulière où s'affrontent sur deux rencontres chacune des équipes. Cette phase détermine l'ordre des qualifiés pour la phase finale à élimination directe pour se ponctuer par une finale en match unique en mai 2025. Pour les équipes participantes, le championnat est entrecoupé par les matches disputés en Coupe de France.
Enfin, deux clubs français sont représentés par leurs réserves dans ce championnat, Saint-Estève XIII Catalan pour les Dragons Catalans et Toulouse olympique élite pour le Toulouse olympique XIII qui évoluent respectivement en Super League et Championship.

## Liste des équipes en compétition
| \| Albi RL SO Avignon AS Carcassonne FC Lézignan XIII Limouxin Saint-Estève XIII catalan RC Saint-Gaudens Toulouse olympique élite Villeneuve RL XIII Baroudeur de Pia Villefranche XIII Aveyron \| Clubs évoluant dans le Championnat de France en 2024-2025. |
| Albi RL SO Avignon AS Carcassonne FC Lézignan XIII Limouxin Saint-Estève XIII catalan RC Saint-Gaudens Toulouse olympique élite Villeneuve RL XIII Baroudeur de Pia Villefranche XIII Aveyron                                                                  |

Les onze équipes participent cette saison au championnat de France de première division. Neuf équipes sont localisées en région Occitanie, les deux autres étant situées à moins de 20 kilomètres de ses frontières, en Nouvelle-Aquitaine et en Provence-Alpes-Côte-d'Azur.
Il n'y a plus de match nul depuis la saison 2016-2017 puisqu'en cas d'égalité à la fin d'un match, une prolongation au point en or est disputée.
| Club                      | Dernière montée | Budget 2024-25 | Classement en 2024 | Entraîneur(s)                     | Stade                                          | Capacité |
| ------------------------- | --------------- | -------------- | ------------------ | --------------------------------- | ---------------------------------------------- | -------- |
| Albi R.L. XIII            | 2015            | 500 000 €      | Finaliste          | Joris Canton                      | Stade Mazicou (Albi)                           | +01 500, |
| S.O. Avignon              | 2008            | 350 000 €      | 7e                 | Mitch Garbutt → Julien Scaramuzza | Parc des Sports (Avignon)                      | +17 500, |
| A.S. Carcassonne          | 2000            | 900 000 €      | Champion           | Frédéric Camel                    | Stade Albert-Domec (Carcassonne)               | +10 000, |
| F.C. Lézignan             | 1990            |                | Barragiste         | Alan Walsh                        | Stade du Moulin (Lézignan-Corbières)           | +06 000, |
| XIII limouxin             | 1962            | 450 000 €      | Demi-finaliste     | Maxime Grésèque                   | Stade de l'Aiguille (Limoux)                   | +03 000, |
| XIII Baroudeur de Pia     | 2022            | 400 000 €      | Demi-finaliste     | Thomas Valette                    | Stade Daniel-Ambert (Pia)                      | +06 000, |
| Saint-Estève XIII catalan | 2000            | 600 000 €      | Barragiste         | Justin Murphy Rémi Casty          | Stade municipal (Saint-Estève)                 | +02 000, |
| R.C. Saint-Gaudens        | 2016            | 480 000 €      | 8e                 | Olivier Janzac Cyril Moliner      | Stade Jules-Ribet (Saint-Gaudens)              | +05 000, |
| Toulouse olympique élite  | 2015            | 100 000 €      | 10e                | Sébastien Raguin                  | Stade des Minimes (Toulouse)                   | +04 000, |
| Villefranche XIII Aveyron | 2024            | 500 000 €      | Promu              | David Collado                     | Stade Henry-Lagarde (Villefranche-de-Rouergue) | +02 700, |
| Villeneuve XIII R.L.      | 1934            | 300 000 €      | 9e                 | Constant Villegas                 | Stade Max-Rousié (Villeneuve-sur-Lot)          | +01 700, |

## Format
Le calendrier est composé de deux phases :

### Première phase: saison régulière
Chaque équipe rencontre toutes les autres en matchs aller-retour, ainsi chaque équipe aura disputé vingt rencontres au cours de la saison.
La relégation est encadrée : le nouveau promu, Villefranche-de-Rouergue, en sera protégé pendant trois saisons.

### Deuxième phase: éliminatoires
À l'issue de la saison régulière, les six premiers de la saison régulière se qualifient pour la phase à élimination directe. Les gagnants de ces rencontres, disputées sur un « match sec », rejoignent le vainqueur de la phase régulière et son dauphin en demi-finale. Le vainqueur de la finale qui suit est sacré champion de France de rugby à XIII et reçoit à cet égard le bouclier Max-Rousié.
Il n'y pas de lieu fixe pour la finale, même si cela tend à être Narbonne depuis quelques années.

## Déroulement de la compétition
La fin de saison est perturbée par deux annulations de matchs lors de l'avant dernière journée le 19 avril 2025 avec le report du choc des deux premiers Albi-Carcassonne et le match arrêté Limoux-Saint-Gaudens en raison d'intempéries.

### Classement de la saison régulière
| Rang | Club                      | J  | V  | N | D  | Bo | Bd | Pm  | Pe  | Diff | Pts |
| ---- | ------------------------- | -- | -- | - | -- | -- | -- | --- | --- | ---- | --- |
| 1    | Albi R.L.                 | 20 | 16 | 0 | 4  | 0  | 3  | 554 | 292 | +262 | 51  |
| 2    | A.S. Carcassonne          | 20 | 14 | 0 | 6  | 0  | 5  | 643 | 361 | +282 | 47  |
| 3    | Saint-Estève XIII catalan | 20 | 13 | 0 | 7  | 0  | 4  | 484 | 414 | +70  | 43  |
| 4    | XIII Baroudeur de Pia     | 20 | 12 | 0 | 8  | 0  | 7  | 547 | 335 | +212 | 43  |
| 5    | XIII Limouxin             | 20 | 12 | 0 | 8  | 0  | 7  | 491 | 412 | +79  | 43  |
| 6    | Villeneuve R.L.           | 20 | 10 | 0 | 10 | 0  | 7  | 404 | 382 | +22  | 37  |
| 7    | Villefranche XIII Aveyron | 20 | 10 | 0 | 10 | 0  | 4  | 410 | 506 | -96  | 34  |
| 8    | F.C. Lézignan             | 20 | 8  | 0 | 12 | 0  | 7  | 406 | 470 | -64  | 31  |
| 9    | R.C. Saint-Gaudens        | 20 | 8  | 0 | 12 | 0  | 4  | 480 | 546 | -66  | 28  |
| 10   | S.O. Avignon              | 20 | 7  | 0 | 13 | 0  | 4  | 354 | 566 | -212 | 25  |
| 11   | Toulouse olympique Elite  | 20 | 0  | 0 | 20 | 0  | 5  | 232 | 721 | -489 | 5   |

|  | Qualifiés pour les demi-finales                      |
|  | Qualifiés pour les barrages d'accès aux demi-finales |

Attribution des points : victoire : 3, défaite par 12 points d'écart ou moins : 1 (point bonus), défaite par plus de 12 points d'écart : 0. - Pour le Magic Week-end, la seule différence est que la victoire vaut quatre points.
En cas d'égalité du nombre de points de classement, c'est la différence de points particulière qui s'obtient en soustrayant du cumul des points des scores marqués par l'équipe, le cumul des points des scores qu'elle a encaissé contre l'équipe avec laquelle elle se trouve à égalité dans la compétition.
Le R.C. Saint-Gaudens écope d'une sanction de trois points de pénalité à la suite d'un incident lors de la rencontre du samedi 28 septembre contre le Villeneuve R.L. où l'un des joueurs licenciés au saint-gauduinois mais non aligné a proféré des propos racistes à l’encontre d’un arbitre assistant.

### Phase finale
|  | Barrages 3-4 mai 2025                                   | Barrages 3-4 mai 2025                                |                                                              |                                                              | Demi-finales 10-11 mai 2025                   | Demi-finales 10-11 mai 2025                   |  |  | Finale 25 mai 2025                                                    | Finale 25 mai 2025                                                    |
|  | Barrages 3-4 mai 2025                                   | Barrages 3-4 mai 2025                                |                                                              |                                                              | Demi-finales 10-11 mai 2025                   | Demi-finales 10-11 mai 2025                   |  |  | Finale 25 mai 2025                                                    | Finale 25 mai 2025                                                    |
|  |                                                         |                                                      |                                                              |                                                              |                                               |                                               |  |  |                                                                       |                                                                       |
|  | Le dimanche 4 mai 2025 au stade Daniel-Ambert de Pia    | Le dimanche 4 mai 2025 au stade Daniel-Ambert de Pia |                                                              |                                                              | Le samedi 10 mai 2025 au stade Mazicou d'Albi | Le samedi 10 mai 2025 au stade Mazicou d'Albi |  |  | Le dimanche 25 mai 2025 au Parc des sports et de l'amitié de Narbonne | Le dimanche 25 mai 2025 au Parc des sports et de l'amitié de Narbonne |
|  | Le dimanche 4 mai 2025 au stade Daniel-Ambert de Pia    | Le dimanche 4 mai 2025 au stade Daniel-Ambert de Pia |                                                              |                                                              | Le samedi 10 mai 2025 au stade Mazicou d'Albi | Le samedi 10 mai 2025 au stade Mazicou d'Albi |  |  | Le dimanche 25 mai 2025 au Parc des sports et de l'amitié de Narbonne | Le dimanche 25 mai 2025 au Parc des sports et de l'amitié de Narbonne |
|  | Le dimanche 4 mai 2025 au stade Daniel-Ambert de Pia    | Le dimanche 4 mai 2025 au stade Daniel-Ambert de Pia | Albi R.L.                                                    | 26                                                           |                                               |                                               |  |  | Le dimanche 25 mai 2025 au Parc des sports et de l'amitié de Narbonne | Le dimanche 25 mai 2025 au Parc des sports et de l'amitié de Narbonne |
|  | XIII Baroudeur de Pia                                   | 22                                                   | Albi R.L.                                                    | 26                                                           |                                               |                                               |  |  | Le dimanche 25 mai 2025 au Parc des sports et de l'amitié de Narbonne | Le dimanche 25 mai 2025 au Parc des sports et de l'amitié de Narbonne |
|  | XIII Baroudeur de Pia                                   | 22                                                   | XIII Limouxin                                                | 8                                                            |                                               |                                               |  |  | Le dimanche 25 mai 2025 au Parc des sports et de l'amitié de Narbonne | Le dimanche 25 mai 2025 au Parc des sports et de l'amitié de Narbonne |
|  | XIII Limouxin                                           | 24                                                   | XIII Limouxin                                                | 8                                                            |                                               |                                               |  |  | Le dimanche 25 mai 2025 au Parc des sports et de l'amitié de Narbonne | Le dimanche 25 mai 2025 au Parc des sports et de l'amitié de Narbonne |
|  | XIII Limouxin                                           | 24                                                   | Le dimanche 11 mai 2025 au stade Albert-Domec de Carcassonne | Le dimanche 11 mai 2025 au stade Albert-Domec de Carcassonne | Albi R.L.                                     | 26                                            |  |  |                                                                       |                                                                       |
|  | Le samedi 3 mai 2025 au stade municipal de Saint-Estève |                                                      | Le dimanche 11 mai 2025 au stade Albert-Domec de Carcassonne | Le dimanche 11 mai 2025 au stade Albert-Domec de Carcassonne | Albi R.L.                                     | 26                                            |  |  |                                                                       |                                                                       |
|  |                                                         | A.S. Carcassonne                                     | Le dimanche 11 mai 2025 au stade Albert-Domec de Carcassonne | Le dimanche 11 mai 2025 au stade Albert-Domec de Carcassonne | 16                                            |                                               |  |  |                                                                       |                                                                       |
|  | Saint-Estève XIII Catalan                               | A.S. Carcassonne                                     | Le dimanche 11 mai 2025 au stade Albert-Domec de Carcassonne | Le dimanche 11 mai 2025 au stade Albert-Domec de Carcassonne | 16                                            | 12                                            |  |  |                                                                       |                                                                       |
|  | Saint-Estève XIII Catalan                               | Villeneuve R.L.                                      | 6                                                            |                                                              |                                               | 12                                            |  |  |                                                                       |                                                                       |
|  | Villeneuve R.L.                                         | Villeneuve R.L.                                      | 6                                                            | 34                                                           |                                               |                                               |  |  |                                                                       |                                                                       |
|  | Villeneuve R.L.                                         | A.S. Carcassonne                                     | 11                                                           | 34                                                           |                                               |                                               |  |  |                                                                       |                                                                       |
|  |                                                         | A.S. Carcassonne                                     | 11                                                           |                                                              |                                               |                                               |  |  |                                                                       |                                                                       |

#### Barrages
Les quarts-de-finale de la Coupe ont lieu les samedi 3 et dimanche 4 mai 2025. Le classement de la saison régulière détermine les oppositions de ces barrages avec un affrontement entre le Saint-Estève XIII Catalan (3e) contre Villeneuve R.L. (6e) et le XIII Baroudeur de Pia (4e) contre le  XIII Limouxin (5e).
| 3 mai 2025 18 h 45 | Saint-Estève XIII Catalan | 12 - 34 (12 - 12) | Villeneuve R.L. | Stade municipal, Saint-Estève 1 200 spectateurs Arbitre : Mohamed Drizza |
| 3 mai 2025 18 h 45 | Essai(s) : 2 Rey (8e) et Darrélatour (16e) Carton(s) jaune(s) : 2 Castany (3e et 24e) Carton(s) rouge(s) : Darrélatour (67e) |                   | Essai(s) : 7 Wembergue (30e), Gautier (33e), Bachouck (44e), Aiken (47e et 73e), Escoder (55e) Transformation(s) : 3 Moule (30e, 33e et 47e) | Stade municipal, Saint-Estève 1 200 spectateurs Arbitre : Mohamed Drizza |
| 3 mai 2025 18 h 45 | |                   | | Stade municipal, Saint-Estève 1 200 spectateurs Arbitre : Mohamed Drizza |

Troisième de la saison régulière et vainqueur de la Coupe de France deux semaines auparavant, Saint-Estève XIII Catalan, coaché par le duo Justin Murphy-Rémi Casty, reçoit au stade municipal de Saint-Estève Villeneuve R.L., entraîné par Constant Villegas, dans la peau de favori qui compte sur le retour de Léo Darrélatour revenu des Dragons Catalans pour cette rencontre,. La présence de Villeneuve R.L. en barrage n'était pas programmée au regard de leur avant-dernière place au Championnat précédent mais l'équipe compte sur l'arrière néo-zélandais Jack Aiken, arrivé cette année, qui est considéré comme l'un des meilleurs joueurs du Championnat et qui a permis au club de décrocher l'ultime place pour la phase finale en saison régulière.
L'entame du match est en faveur des locaux catalans qui ouvrent le score à la 3e minute sur une pénalité de Bruno Castany puis deux essais sont inscrits par Corentin Rey (8e) et Léo Darrélatour (16e), avant que B. Castany inscrive une seconde pénalité à la 24e minute pour mener 12-0 et laisser les Villeneuvois à distance. Toutefois, à la demi-heure de jeu, ces derniers reviennent petit à petit et inscrivent un premier essai par Jo Wembergue en puissance puis un second essai trois minutes plus tard par Damien Gautier au terme d'un joli mouvement offensif, tous deux transformés par Jackson Moule. Ce revirement en dix minutes amènent les deux équipes à égalité à la mi-temps 12-12. La seconde période débute à l'avantage des visiteurs puisqu'en sept minutes ils marquent deux essais par Hamza Bachoukh (44e) et J. Aiken (47e). Les Catalans accusent le coup et se font de nouveau débordés par un nouvel essai villeneuvois par Davy Escoder (55e). Physiquement et moralement atteint, les joueurs de Saint-Estève XIII Catalan ne parviennent pas à revenir dans la partie malgré quelques tentatives mais échouent près du but à l'instar de Renaud Lapierre tout proche d'une essai mais arrêté à 50 centimètres de la ligne de but. Sur la relance de cette action, l'arrière virevoltant de Villeneuve R.L., J. Aiken, en profite pour un nouvel essai portant le score à 34-12. Durant les dix dernières minutes, les Catalans se ruent à l'attaque mais se heurtent à la défense villeneuvoise amenant une grande frustration symbolisée par l'expulsion de L. Darrélatour. Villeneuve R.L. réalise l'exploit de passer l'obstacle catalan après avoir été mené 12-0 pour s'imposer 34-12 et se qualifier pour sa première demi-finale de Championnat depuis 2014,.
| 4 mai 2025 15 h 30 | XIII Baroudeur de Pia | 22 - 24 (14 - 20) | XIII Limouxin | Stade Daniel-Ambert, Pia 950 spectateurs Arbitre : Stéphane Vincent |
| 4 mai 2025 15 h 30 | Essai(s) : 3 D. Huescar (4e, 23e et 66e) Transformation(s) : 3 H. Miloudi(4e, 23e et 66e) Pénalité(s) : 2 H. Miloudi (21e et 63e) Carton(s) jaune(s) : 2 A. Miloudi (62e) et Nofoaluma (71e) |                   | Essai(s) : 5 Santo (6e et 78e), Crunel (27e et 33e) et Garrouste (37e) Transformation(s) : 2 Dall'Asta (6e et 37e) | Stade Daniel-Ambert, Pia 950 spectateurs Arbitre : Stéphane Vincent |
| 4 mai 2025 15 h 30 | |                   | | Stade Daniel-Ambert, Pia 950 spectateurs Arbitre : Stéphane Vincent |

Le second  barrage est une confrontation entre deux équipes, le XIII Baroudeur de Pia et le XIII Limouxin, ayant terminé la saison régulière avec le même nombre de points ayant un profil similaire. Les hommes piannencs de Thomas Valette peuvent compter sur leur star David Nofoaluma (près de 200 matchs de NRL), l'ex-joueur des Dragons Catalans Éloi Pélissier, la révélation de la saison Lenny Chachoua et les frères Amine et Hakim Miloudi. Côté limouxin entraîné par Maxime Grésèque, le capitaine Zachary Santo reste le joueur à suivre, avec un pack mené par Valentin Yesa. Les deux entraîneurs conviennent avant la rencontre que cela sera du 50/50,.
Le XIII Baroudeur de Pia démarre parfaitement la rencontre par une 40/20 d'Hakim Miloudi permettant dans le prolongement de l'action le premier essai de Damien Huescar. Limoux répond aussitôt par son duo Z. Santo-Crunel, le premier inscrivant l'essai. Le Piannenc D. Huescar allait de son deuxième essai à la 23e minute juste après une pénalité marqué par H. Miloudi, auxquels répond Crunel trois minutes plus tard par un essai. A la demi-heure de jeu, les Limouxins jouent mieux et accélèrent, ce temps de jeu est récompensé aussitôt par deux nouveaux essais avant la mi-temps de Crunel (33e) et Quentin Garrouste (37e). Le score est à la mi-temps à l'avantage des Limouxins 20-14. La seconde période voit les acteurs se tenir à distance, auteur de quelques maladresses, Pia se rapproche au score par une nouvelle pénalité d'H. Miloudi à la 63e minute, puis D. Huescar va de son troisième essai sur une longue échappée pour porter les Piannencs devant au score à un quart du terme de la rencontre. Tendu, serré, les Piannencs se voient toutefois réduits à douze à la suite de l'expulsion pour dix minutes de D. Nofoaluma. La partie allait se clore quand soudain les Limouxins trouvent enfin une ouverture et envoie Z. Santo applatir pour donnner un avantage définitif à son équipe 24-22.

#### Demi-finales
| 10 mai 2025 17 h 30 | Albi R.L. | 26 - 8 (16 - 4) | XIII Limouxin                               | Stade Mazicou, Albi 3 850 spectateurs Arbitre : Mohamed Drizza |
| 10 mai 2025 17 h 30 | Essai(s) : C. Tailhades (12e et 28e), Shea (17e), Rostang (60e) et Salies (69e) Transformation(s) : Gigot (17e, 28e et 60e) |                 | Essai(s) : R. Puso (36e) et McWirther (48e) | Stade Mazicou, Albi 3 850 spectateurs Arbitre : Mohamed Drizza |
| 10 mai 2025 17 h 30 | |                 |                                             | Stade Mazicou, Albi 3 850 spectateurs Arbitre : Mohamed Drizza |

La première demi-finale oppose le vainqueur de la saison régulière, Albi R.L., dans son stade Mazicou le 10 mai 2025, et un vainqueur surprise du barrage, le  XIII Limouxin, qui s'était défait du XIII Baroudeur de Pia. Ce dernier, entraîné par Maxime Grésèque, n'a jamais connu de victoire contre Albi R.L. depuis trois saisons au point de le surnommer leur « bête noire ». Le club albigeois, conscient de son statut de favori et coaché par Joris Canton et son adjoint Fabien Dennis, a connu récemment une désillusion en étant battu en finale de la Coupe de France par Saint-Estève XIII Catalan et ne désire pas connaître une nouvelle saison sans titre.
Près de 4 000 personnes prennent place au stade pour cette demi-finale. Les Albigeois, fidèles à leurs réputations, réalisent une première mi-temps de qualité, emmenés par un Corentin Le Cam percutant et d'un Tony Gigot inspiré dans sa distribution de ballons et orientation du jeu. Trois essais sont inscrits par Clément Tailhades (12e et 28e) et Ben Shea (17e), au sein d'une équipe albigeoise, confiante, qui préfère jouer les pénalités à la main et non pour inscrire des points. Pensant rentrer au vestiaire avec une avance confortable, ils sont toutefois surpris par les Limouxins qui marquent un essai par Romain Puso juste avant la pause à la suite d'un cafouillage dans l'en-but albigeois, clôturant le score en faveur 16 à 4 des locaux et laissant l'espoir d'un retour limouxin. La seconde période confirme le renouveau des visiteurs qui inscrivent un second essai par le pilier australien Morgan McWirther (48e) et mettent une pression durant vingt minutes sur les épaules des Albigeois. Résistant à ces assauts offensifs, les Albigeois, par leur première incursion offensive à la 60e minute, douchent les espoirs limouxins par un essai de Maxime Rostang et cela marque un tournant dans cette demi-finale. Un nouvel essai albigeois est inscrit à la 69e minute par l'inspiration de T. Gigot qui lance Adrien Saliès à l'essai. Les Limouxins terminent la rencontre à douze à la suite du carton jaune de Johnathon Ford à la 73e minute laissant le score final 26 à 8 en faveur des Albigeois,.
| 11 mai 2025 15 h 30 | A.S. Carcassonne | 11 - 6 (6 - 6) | Villeneuve R.L.                                                           | Stade Albert-Domec, Carcassonne Arbitre : Geoffrey Poumès |
| 11 mai 2025 15 h 30 | Essai(s) : 2 L. Albert (24e) et Arnaud (45e) Transformation(s) : 1 Herrero (24e) Drop(s) : L. Albert (80e) Carton(s) jaune(s) : 1 Rogers-Smith (76e) |                | Pénalité(s) : 3 Moule (8e, 20e et 22e) Carton(s) jaune(s) : 1 Savar (15e) | Stade Albert-Domec, Carcassonne Arbitre : Geoffrey Poumès |
| 11 mai 2025 15 h 30 | |                |                                                                           | Stade Albert-Domec, Carcassonne Arbitre : Geoffrey Poumès |

La seconde demi-finale de ce « Super XIII », au stade Albert-Domec de Carcassonne, oppose le tenant du titre et deuxième de la saison régulière, l'A.S. Carcassonne de Frédéric Camel, et la révélation de cette fin de saison,Villeneuve R.L. entraîné par Constant Villegas, qui vient de remporter sa qualification en demi-finale sur la pelouse de Saint-Estève XIII Catalan. Les Carcassonnais gardent en mémoire leur défaite à Villeneuve en mars dernier 30 à 18 pour rester concentrés sur leur objectif d'aller en finale, malgré quelques absence pour blessures tels Max Clarke, Georgy Gambaro et Thibaut Franck. Côté villeneuvois, il s'agit de leur première demi-finale disputée depuis onze années et le club se sait inattendue à ce niveau. Espérant être préservé de la fatigue du match de barrage, le club du Lot-et-Garonne compte sur deux éléments de valeur avec l'arrière meilleur joueur du Championnat, Jack Aiken, et leur talonneur tout juste majeur Mahault Beauvilliers.
Une pluie battante s'abat sur la pelouse en début de rencontre. L'A.S. Carcassonne débute mal le match en perdant le ballon sur la mise en jeu dans son camp puis alignent une série de pénalités en raison de leur indiscipline. Villeneuve R.L. prend ainsi rapidement les commandes au score par l'intermédiaire de leur botteur Jackson Moule qui en inscrit trois aux 8e, 19e et 22e minutes. Les visiteurs mènent alors 6-0 contre toute attente. Le sursaut carcassonnais intervient à la 24e minute, à la suite d'un carton jaune infligé précédemment à Raphaël Savar, par un essai inscrit par Lucas Albert transformé par Clément Herrero,. Le match est équilibré et rien ne saura marqué de plus jusqu'à la pause. La seconde période débute par un essai de Carcassonne d'Enzo Arnaud à la suite d'une libération de balle de Bastien Canet puis la rencontre est heurtée par de nombreuses imprécisions sur une pelouse mouillée. Les Villeneuvois pensent ensuite avoir marqué un essai par Lucas Vergniol mais refusé par l'arbitre puis les dix dernières minutes les voient occuper le terrain dans le camp carcassonnais sans parvenir à inscrire un essai égalisateur,. Finalement, sur l'ultime action de la rencontre, L. Albert inscrit un drop au coup de la sirène marquant la fin de la rencontre sur le score de 11 à 6 pour l'A.S. Carcassonne qui se qualifie pour sa vingt-neuvième finale de son histoire. Les Villeneuvois n'ont pas démérité dans cette rencontre et laissent quelques regrets sur cette pelouse de Domec.

#### Finale - 25 mai 2025
(mt : 10 - 10)
Le dimanche 25 mai 2025 à 16h30 au Parc des sports et de l'amitié de Narbonne.
Homme du match :  Tony Gigot
Points marqués :
- Albi : 5 essais de Rostang (32e), Budden (36e), Pedrero (60e), C. Tailhades (76e) et Le Cam (78e) ; 3 transformations de Gigot (32e, 76e et 78e) ; 1 carton jaune de Dupuy (68e).
- Carcassonne : 3 essais de Gambaro (16e), Rodgers-Smith (19e) et Escaré (45e) ; 2 transformations d'Herrero (19e et 45e) ; 1 carton jaune de Canet (55e).

Évolution du score : 0-4, 0-10, 6-10, 10-10 (mi-temps), 10-16, 14-16, 20-16, 26-16.
Arbitre : Stéphane Vincent
Spectateurs : 5 191
Composition des équipes :
- Albi R.L. : Maxime Rostang - Nittim Pedrero, Clément Tailhades, Hnaloan Budden, Romain Franco - Brad Wall (o), Tony Gigot (m) - Ben Shea, Mathieu Liauzun, Chase Bernard (c), Tristan Dupuy, Corentin Le Cam, Mickaël Goudemand - Maxime Puech, Jayson Goffin, Louis Tailhades, Thibault Corrèges - Entraîneurs : Joris Canton - Fabien Denis (adj..)
- Carcassonne : Morgan Escaré - Alexis Escamilla (c), Thibault Franck, Emir-Walid Bouregba, Georgy Gambaro - Clément Herrero (o), Lucas Albert (m) - Bastien Canet, Maïka Sarulevu, Edenn Rodgers-Smith, Clément Boyer, Nolan Lopez-Buttignol, Damel Diakhaté - Djibryl Dauliac, Jowasa Drodrolagi, Thomas Malfaz, Alexis Albérola - Entraîneur : Frédéric Camel

## Résultats

### Tableau des résultats
L'équipe qui reçoit est indiquée dans la colonne de gauche.
| Résultats (▼dom., ►ext.)  | ALB   | AVI   | CAR   | LEZ   | LIM   | PIA   | STE   | STG   | TOU   | VIF   | VIN   |
| Albi RL                   | —     | 30-16 | 58-16 | 38-18 | 28-20 | 26-10 | 16-20 | 38-6  | 30-12 | 22-14 | 26-12 |
| SO Avignon                | 4-30  | —     | 24-32 | 22-18 | 26-34 | 28-22 | 18-34 | 18-58 | 20-18 | 22-12 | 12-6  |
| AS Carcassonne            | 8-18  | 46-16 | —     | 35-12 | 22-23 | 8-6   | 32-12 | 40-16 | 56-14 | 52-6  | 34-12 |
| FC Lézignan               | 18-16 | 20-18 | 12-38 | —     | 14-20 | 16-26 | 28-12 | 35-18 | 36-10 | 34-14 | 18-20 |
| XIII Limouxin             | 8-10  | 34-0  | 16-46 | 36-4  | —     | 30-18 | 37-36 | 42-26 | 24-16 | 24-34 | 18-6  |
| Pia XIII                  | 38-20 | 28-10 | 26-24 | 36-18 | 26-18 | —     | 22-24 | 54-12 | 76-0  | 50-24 | 22-10 |
| Saint-Estève XIII Catalan | 20-14 | 24-28 | 20-40 | 30-22 | 26-16 | 6-13  | —     | 38-24 | 44-4  | 22-14 | 20-14 |
| RC Saint-Gaudens          | 22-36 | 38-18 | 20-24 | 20-17 | 26-22 | 18-14 | 16-20 | —     | 28-10 | 46-22 | 16-18 |
| Toulouse olympique élite  | 18-60 | 8-18  | 0-60  | 18-22 | 12-25 | 10-30 | 10-30 | 24-42 | —     | 8-20  | 16-32 |
| Villefranche XIII Aveyron | 6-22  | 48-18 | 20-12 | 21-16 | 22-16 | 27-26 | 18-22 | 16-12 | 36-12 | —     | 30-22 |
| Villeneuve RL             | 6-16  | 26-18 | 30-18 | 22-28 | 14-28 | 6-4   | 28-24 | 40-16 | 32-12 | 48-6  | —     |

- Victoire à domicile
- Match nul
- Victoire à l'extérieur

### Détails des résultats
Les points de bonus sont symbolisés par une bordure orange pour les bonus défensifs (défaite par moins de sept points d'écart).

## Bilan du Championnat

### Joueurs en évidence
Les statistiques suivantes peuvent se retrouver chaque semaine de championnat sur au moins deux médias français : L'Indépendant (édition Perpignan et Carcassonne, généralement le mardi) et sur  le site internet Treize Mondial.

### Meilleur joueur
Le journal, L'Indépendant, étbalit un classement hebdomadaire permettant d'instaurer une classement des meilleurs joueurs au regard de leurs performance sà chaque journée de Championnat.
| Points | Joueur            | Club                      | Poste           |
| ------ | ----------------- | ------------------------- | --------------- |
| 29     | Jack Aiken        | Villeneuve R.L.           | Arrière         |
| 28     | Zachary Santo     | XII Limouxin              | Arrière         |
| 25     | Radean Robinson   | R.C. Saint-Gaudens        | Demi de mêlée   |
| 21     | Chase Bernard     | Albi R.L.                 | Pilier          |
| 21     | Morgan Escaré     | A.S. Carcassonne          | Arrière         |
| 20     | Lilian Albert     | F.C. Lézignan             | Pilier          |
| 20     | Romain Pallares   | Villefranche XIII Aveyron | Demi de mêlée   |
| 19     | Bastien Canet     | A.S. Carcassonne          | Troisième ligne |
| 18     | Jowasa Drodrolagi | A.S. Carcassonne          | Pilier          |
| 18     | Saloty Mendy      | S.O. Avignon              | Pilier          |

#### Meilleurs marqueurs d'essais
| Rang | Joueur          | Équipe                    | Essais |
| ---- | --------------- | ------------------------- | ------ |
| 1    | Jordan Flovie   | F.C. Lézignan             | 21     |
| 2    | Ilias Bergal    | XIII Baroudeur de Pia     | 19     |
| 3    | Léo Darrélatour | Saint-Estève XIII Catalan | 17     |
| -    | Morgan Escaré   | A.S. Carcassonne          | 17     |
| 5    | Jack Aiken      | Villeneuve R.L.           | 16     |
| -    | Wall Brad       | Albi R.L.                 | 16     |

#### Meilleurs scoreurs
| Rang | Joueur             | Équipe                    | Points | Essais | Goals | Drops |
| ---- | ------------------ | ------------------------- | ------ | ------ | ----- | ----- |
| 1    | Clément Herrero    | A.S. Carcassonne          | 175    | 4      | 79    | 1     |
| 2    | Alan Baby          | XIII Baroudeur de Pia     | 145    | 9      | 54    | 1     |
| 3    | Matis Dall'Asta    | XIII Limouxin             | 121    | 5      | 50    | 1     |
| 4    | Christopher Hellec | R.C. Saint-Gaudens        | 108    | 5      | 44    | -     |
| 5    | Morgan Andral      | Villefranche XIII Aveyron | 90     | -      | 45    | -     |
| 6    | Jackson Moule      | Villeneuve R.L.           | 88     | 5      | 34    | -     |
| 7    | Bruno Castany      | Saint-Estève XIII Catalan | 84     | 6      | 30    | -     |
| -    | Jordan Flovie      | F.C. Lézignan             | 84     | 21     | -     | -     |
| 9    | Olivier Arnaud     | S.O. Avignon              | 80     | 1      | 38    | -     |
| 10   | Thibaut Marty      | F.C. Lézignan             | 78     | 3      | 33    | -     |

## Aspects socio-économiques

### Éléments économiques et financiers
Les budgets des clubs de Super XIII sont assez disparates. Concernant les gros budgets, l'A.S. Carcassonne dispose d'un budget d'environ 0,9 millions d'euros devant le Saint-Estève XIII catalan (0,6 millions d'euros), Albi R.L. (0,5 millions d'euros) et Villefranche XIII Aveyron (0,5 millions d'euros). À l'inverse, les clubs du S.O. Avignon (0,35 millions d'euros), Villeneuve R.L. (0,3 millions d'euros) et Toulouse olympique élite (0,1 millions d'euros) disposent de budgets plus restreints.
Les clubs comptent sur un fort soutien des collectivités locales comme les communes, à l'exemple de Villefranche-sur-Rouergue au soutien de Villefranche XIII Aveyron ou d'Albi pour Albi R.L..

### Stades
Seuls deux stades de Super XIII dépassent des capacités d'accueil de plus de 10 000 spectateurs avec le Stade Albert-Domec de Carcassonne partagé avec l'U.S. Carcassonne (rugby à XV), et le Parc des Sports d'Avignon.

### Couverture médiatique
Midi Olympique rend compte généralement des matchs du championnat  sous la plume soit de Didier Navarre, soit de Bruno Ontetiente.
La chaine Via Occitanie est susceptible de diffuser certains matchs, comme la saison passée.
De leur côté, les clubs diffusent  de plus en plus leurs matchs à domicile, en streaming, sur leurs chaines Youtube ou leurs pages Facebook.
Selon sa pratique, la publication britannique Rugby Leaguer & League Express (hebdomadaire) couvre également le championnat, sous la plume de Myke Rylance. Le mensuel britannique Rugby League World pouvant le traiter également de manière incidente dans des articles ou des éditoriaux de la rubrique  « Treiziste Diary » ( « le journal du treiziste »). Le magazine australien Rugby League Review en donne aussi les résultats chaque mois.
Les journaux régionaux français, L'Indépendant, La Dépêche du Midi voire La Provence suivent la compétition. Le fait qu'ils soient bien souvent compris dans les offres d'abonnement « presse » des fournisseurs d'accès d'internet ou des opérateurs mobiles (kiosque sur smartphone) leur donnant la possibilité d'être lus au-delà de leurs régions d'origine. Comme à chaque début de saison, L'Indépendant publie un supplément. En 2024, son titre est « Le Super XIII à l'assaut de l'Élite ».
Le site internet Treize Mondial couvre de manière exhaustive ce championnat.

## Parcours en Coupe de France
Les onze clubs de Super XIII ont l'obligation de participer à la Coupe de France 2024-2025 et sont exempts des barrages pour les huitièmes de finale que disputent seuls des clubs d'Élite 2. Ils font donc leur entrée en lice dans cette compétition qu'à partir des huitièmes de finale. Une équipe de Super XIII devrait jouer quatre matchs pour gagner la Coupe : huitièmes de finale, quarts de finale, demi-finales et finale.
En huitièmes de finales, le XIII Baroudeur de Pia, le S.O. Avignon, le R.C. Saint-Gaudenset le F.C. Lézignan sont éliminés par des clubs de même niveau. Un cinquième club de Super XIII est éliminé à ce stade de compétition avec la défaite de Villefranche XIII Aveyron contre le pensionnaire d'Elite 2 Villegailhenc Aragon XIII sur le score de 27 à 12. En quart-de-finale, l'Albi R.L. et le Toulouse olympique élite parviennent à éliminer les deux derniers pensionnaires d’Élite 2 que sont le R.C. Carpentras et Villegailhenc Aragon XIII. À partir des demi-finales, seuls des clubs de Super XIII y sont présents et le titre est remporté par le Saint-Estève XIII catalan 26 à 18 face à Albi R.L. le samedi 5 avril 2025 à 18 h au Parc des sports et de l'amitié de Narbonne devant environ 4 500 spectateurs.
Le tableau suivant montre le nombre de clubs de Super XIII en lice par tour :
| Divisions / Manches | 1er tour | Huitièmes de finale | Quarts de finale | Demi-finales | Finale |
| ------------------- | -------- | ------------------- | ---------------- | ------------ | ------ |
| Super XIII 11 clubs | absents  | 11 (16)             | 6 (8)            | 4 (4)        | 2 (2)  |

Légende : (2) : nombre de clubs engagés au total

## Effectifs des équipes présentes
| Saint-Estève XIII Catalan | Guillermo Aispuro-Bichet Yacine Ben Abdeslem Loan Castano Bruno Castany Léo Darrélatour Giovanni Descalzi Valentin Fernandez Robin Hugues Matéo Jimenez-Lopes Renaud Lapierre Léo Llong Lenny Marc Thibaud Margalet (c) Franck Maria Clément Martin Corentin Rey César Rougé (o) (m) Lucas Tignol Florian Vailhen Tanguy Zénon Entraîneurs : Rémi Casty Justin Murphy                                                  | Albi R.L.          | Chase Bernard (c) Ilan Boualem Hnaloan Budden Julien Cancé Thibault Corrèges Tristan Dupuy Baptiste Fabre Romain Franco Tony Gigot (m) Jayson Goffin Mickaël Goudemand Théo Guinguet Théo Lardot Corentin Le Cam Mathieu Liauzun Nittim Pedrero Noah Phalip Maxime Puech Maxime Rostang Adrien Salies Ben Shea Clément Tailhades Louis Tailhades Maxence Vuillermet Brad Wall (o) Entraîneurs : Joris Canton Fabien Denis (adj..) |
| A.S. Carcassonne          | Alexis Albérola Lucas Albert Vincent Albert Enzo Arnaud Maxime Belondrade Emir-Walid Bouregba Clément Boyer Bastien Canet Djibryl Dauliac Damel Diakhaté Jowasa Drodrolagi Edenn Rogers-Smith Morgan Escaré Thibault Franck Paul Galy Georgy Gambaro Clément Herrero Clément Boyer Nolan Lopez-Buttignol Thomas Malfaz Germain Rigaud Bastien Scimone Maika Serulevu Entraîneur : Frédéric Camel                       | XIII Limouxin      | Bastien Ader Yann Belmaaziz Louis-Esteban Biville Valentin Blasi Justin Bouscayrol Connor Broadhurst Quentin Crunel Matis Dall'Asta Johnathon Ford Hugo Garcia Quentin Garrouste Morgan McWhirter Constantine Mika Jaymon Moore Lucas Ribas Zachary Santo Adrien de la Rosa Joseph Thérond Valentin Yesa Entraîneurs : Maxime Grésèque                                                                                            |
| XIII Baroudeur de Pia     | Alan Baby Arnaud Bartès Hamish Bentley Ilias Bergal Julien Bernard Lenny Chachoua Hadrien Domergue Harrison Hansen Alexandre Huescar Damien Huescar Maxime Jobe Léo Laurent Mathias Marty Erwan Mathe Alexis Meresta-Doucet Clément Meunier Amine Miloudi Ethan Natoli David Nofoaluma Éloi Pélissier Marc Pena François Thérésin Ilai Tuai Valentin Zafra Entraîneurs : Andrew Bentley Thomas Valette William Pailles | Villeneuve R.L.    | Jack Aiken Hamza Bachoukh Anthony Barjou Mahault Beauvilliers Kevin Benet Davy Escoder Houccine Fakir Damien Gautier Jacob Giles Sofiane Hemissi Sacha Kouassi Jules Labeyrie Quentin Malbec Paul Meliet Yllan Mongay Jackson Moule Guillaume Poulain Mitchell Revell Gabriel Riguet Nathan Rouillard Raphaël Savar Mattis Teixeira Lucas Vergniol Jo Wambergue Geoffrey Zava Entraîneur : Constant Villegas                      |
| Villefranche XIII Aveyron | Yassine Al Ghannoufi Morgan Andral Matthieu Bassin Pierre Carivenc Tom Carrasco Thomas Delage Maxime Gailhard Jérémy Ginestet Jack Glossop Martin Gohon Jordan Kempnich Christopher Lafon Titouan Martinod Vladica Nikolic Romain Pallares Alexandre Roux Paul Sangaré Kamaldine Sebea Hugh Sedger Dredin Sorensen Kévin Sournac Nickson Ugaia Brandon Webster-Mansfield Entraîneur : David Collado                    | R.C. Saint-Gaudens | Lionel Ader Reid Alchin Kevin Aparicio-Chlagou Guillaume Arreou Joris Béranger Simon Bernard Joseph Besgrove Alexandre Caparrios Lucas Caparrios Valentin Dumas Guillaume Gorka Christopher Hellec Lucas Thomas Kuni Muniga Hugo Multignier Mathieu Pons Quentin Quemener Radean Robinson Cédric Sentenac Benoît Talazac John Toleafao Jules Vigneau Benjamin Vizcay Entraîneurs : Cyril Moliner Olivier Janzac                   |
| S.O. Avignon              | Olivier Arnaud Yacin Atba Baptiste Avis Kiyam Benabbou Mouadh Bida Louis Carré Hugo Demonte François Dorce-Hantz Hakim Ed Dermoune Valentin Esteve Théo Fouque Sofiane Ghanem Maxime Grosson Ilies Hammouch Fabien Jullien Alexis Lis Ishak Mallem Romain Maris Saloty Mendy Ayoub Mezyani Baptiste Pourchi Romain Pourret Entraîneur : Julien Scaramuzza                                                              | F.C. Lézignan      | Evan Albert Lilian Albert Terry Bauthéas Mathias Bousquet Luc Brocas Vincent Calvayrac Lucas Cuellar Valentin Ferret Fabien Flovie Jordan Flovie Étienne Gayraud Dorian Gouzy Tomithey Grandjean Matéo Lacans Thibaut Marty Stuart Mason Lalotoa Mata'afa Thomas Monclus Pierre Monteil Anthony Ors Paul Reverdy Arthur Salles Loïc Taurin Mickaël Tribillac Entraîneur : Alan Walsh Cyril Stacul                                 |
| Toulouse olympique élite  | Ebrahem Agel Martin Baldy Hakim Belhadri Robin Brochon Trajan Brunel Trevor Chiffoleau Victor Collin Arthur Cousin Abel Drigui Sosthène Ennoyotie Hugo Garrigues Lucas Hengard Tony Maurel Axel Palin Anthony Paz Alayo Greg Richards Baptiste Rodriguez Jérémy Ruffié Benjamin Sinimale Wail Skoundri Nolan Sossé Mattéo Stéfani Kyliann Tailliez Justin Tropis Roméo Tropis Mac Walsh Entraîneur : Sébastien Raguin  |                    | |